# Ferntree Gully
Ferntree Gully är en del av en befolkad plats i Australien. Den ligger i kommunen Knox och delstaten Victoria, omkring 30 kilometer öster om delstatshuvudstaden Melbourne. Antalet invånare är 24 724.
Runt Ferntree Gully är det ganska tätbefolkat, med 222 invånare per kvadratkilometer.. Närmaste större samhälle är Berwick, omkring 17 kilometer söder om Ferntree Gully.
I omgivningarna runt Ferntree Gully växer i huvudsak städsegrön lövskog. Genomsnittlig årsnederbörd är 1 244 millimeter. Den regnigaste månaden är juli, med i genomsnitt 140 mm nederbörd, och den torraste är januari, med 49 mm nederbörd.